# Nicotera
Nicotera ([niˈkɔtera], Nicòtra in calabrese) è un comune italiano di 7 139 abitanti della provincia di Vibo Valentia in Calabria. Si adagia a 212 metri di altitudine sulle ultime propaggini meridionali del Poro, con ampia veduta sulla sottostante Piana di Gioia Tauro e sull'omonimo Golfo dove è posta Nicotera Marina, località più a sud  del Tirreno vibonese.

## Storia

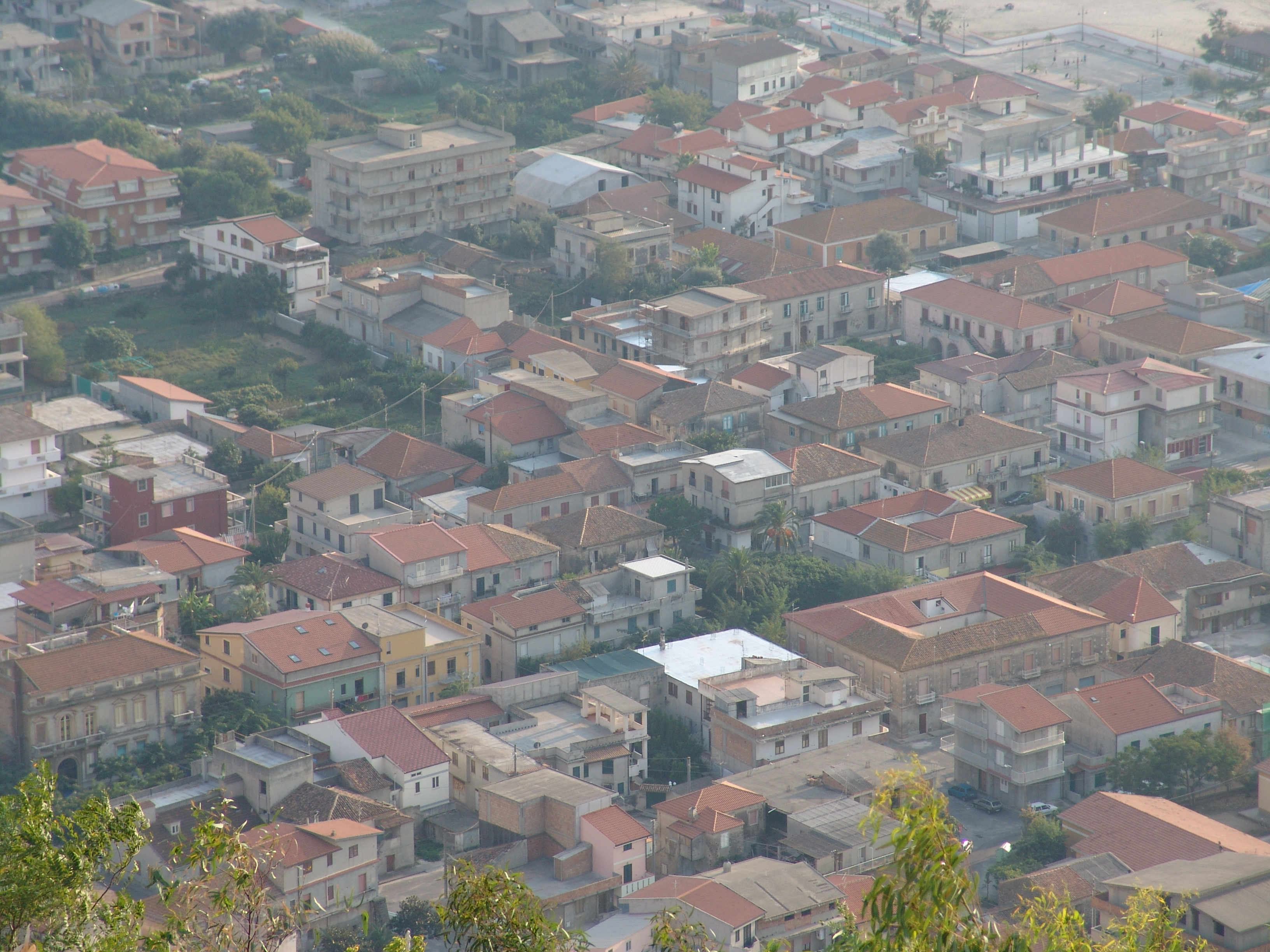
Centro abitato di Nicotera Marina

In antichità si credeva che Nicotera sorgesse sul luogo dell'antica Medma, tesi confutata dopo l'inizio degli scavi del 1912, diretti da Paolo Orsi, a Rosarno. Dall'abitato si osserva un ampio panorama comprendente Nicotera Marina, Monte Sant'Elia di Palmi, lo stretto di Messina, l'Aspromonte e le isole Eolie. Il nome attuale deriva dal nome romano Nicotiria che significa “Segno della vittoria”, fondata da Ottaviano (poi imperatore Augusto) nel I secolo a.C. dopo una vittoria contro Sesto Pompeo davanti alla costa. Essa viene ricordata dal geografo greco Strabone per essere stata un Emporium, poi viene di nuovo citata tra III e IV secolo d.C. nell'Itinerario antonino come importante statio sulla via consolare Annia-Popilia. Nel X secolo la città subì il definitivo tracollo per via delle numerose incursioni saracene che spinsero gli abitanti a ritirarsi sull'alto nel sito ove oggi sorge la cittadina.
Nel 1065 Roberto il Guiscardo la potenziò e la fortificò così la cittadina poté risorgere attorno al castello che egli fece costruire. Roberto il Guiscardo era infatti alla ricerca di un approdo marittimo per i collegamenti con la Sicilia dove si stava combattendo per allontanare gli arabi dall'isola. La nuova città, ricostruita seguendo schemi tipicamente normanni, risplende ora di nuovo fascino: il Castello e la Cattedrale rappresentano il cuore della città e da qui si ripartiscono le strade che portano ai diversi quartieri. Fu nuovamente distrutta e quindi ricostruita da Roberto d'Altavilla.

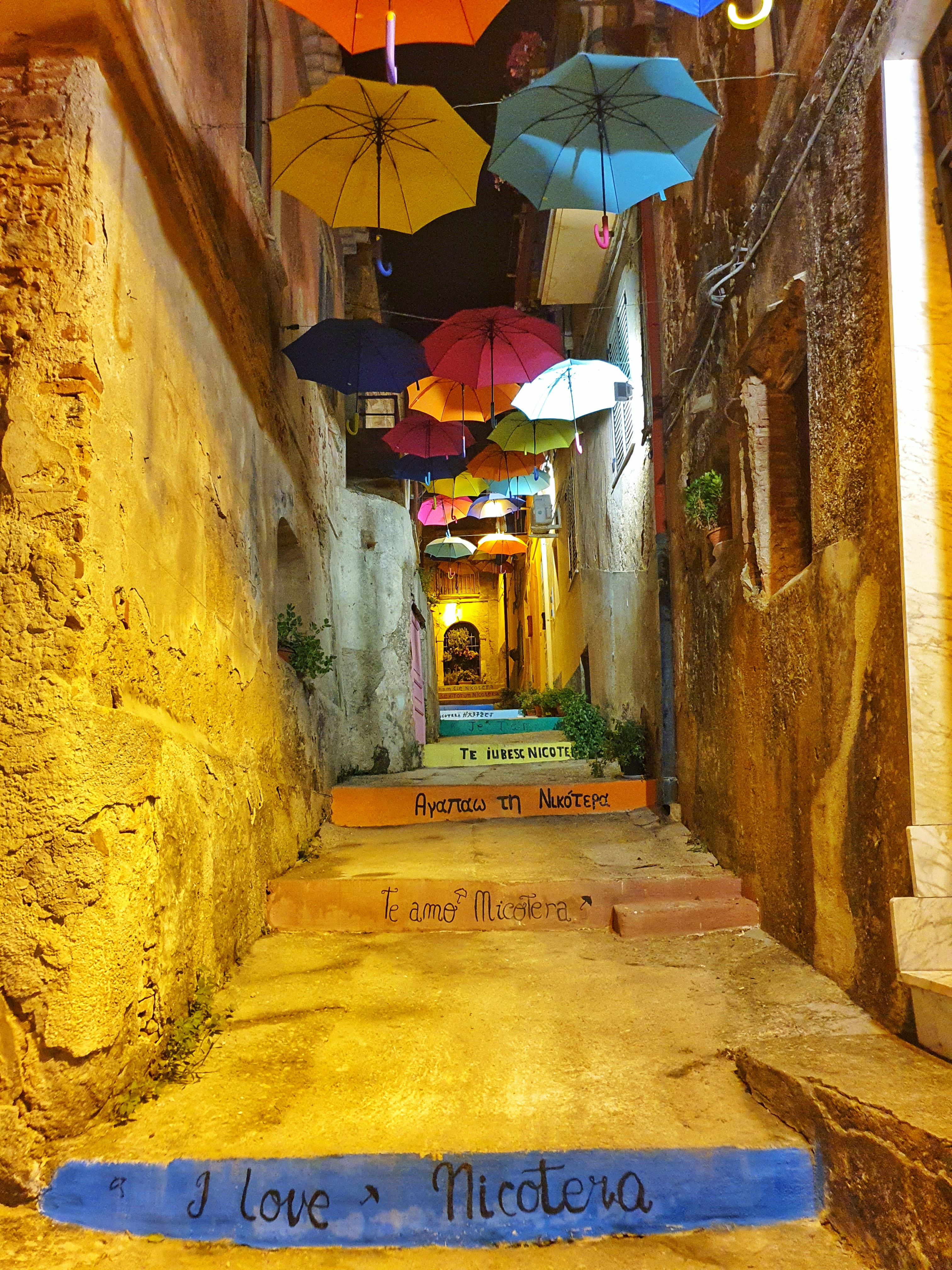
Un vicolo del centro cittadino

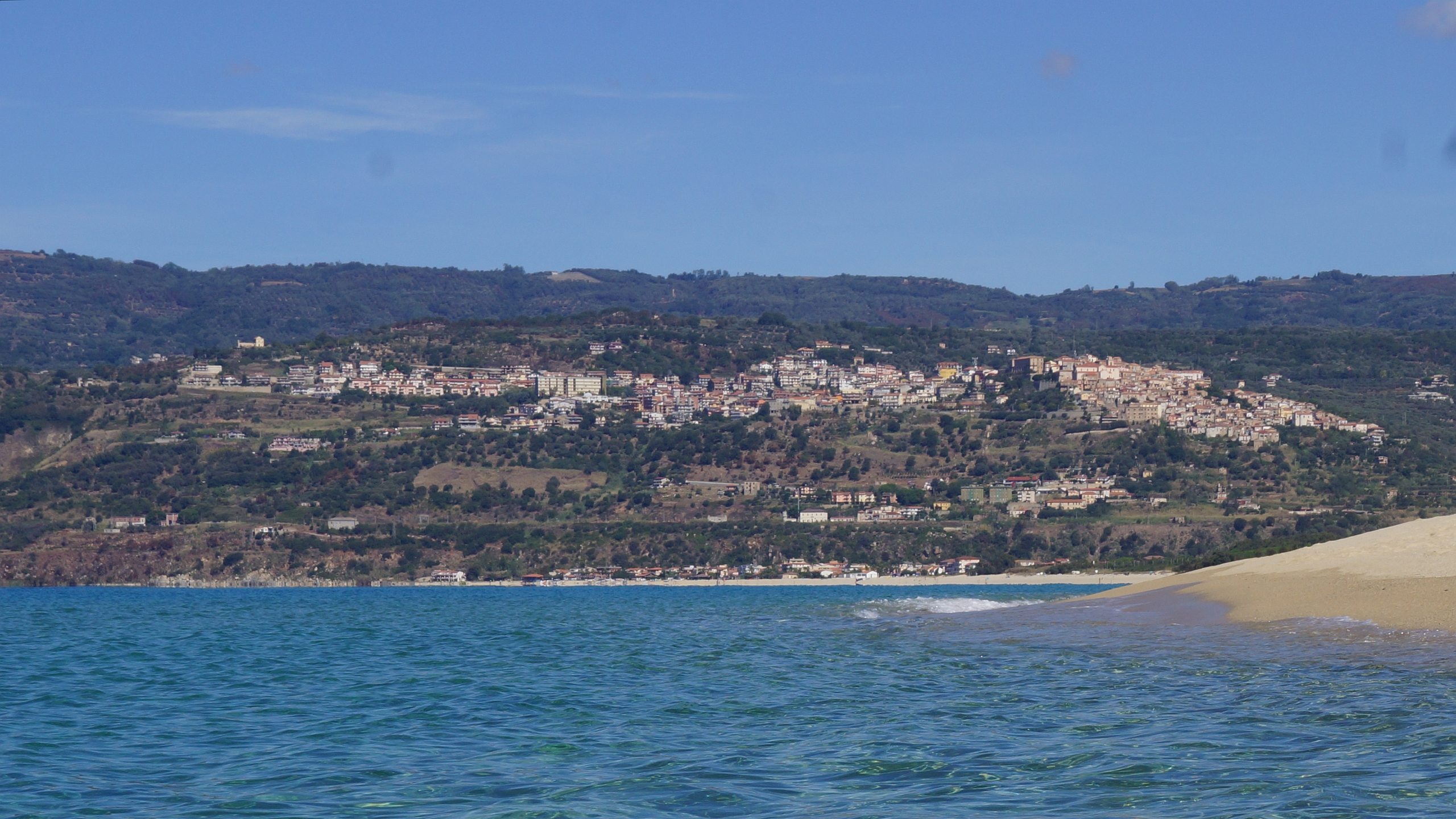
Nicotera e Nicotera Marina (2023)

Fu distrutta ancora una volta e poi ricostruita nel 1074 da re Tamin d'Africa e nel 1085 dalle truppe di Benevert. Seguì un'ennesima ricostruzione da parte del conte Ruggero di Lauria, che ne potenziò il porto. È ancora attaccata e distrutta dagli Almoravidi guidati da Ibn-MaiMun. Il figlio di Ruggero, Ruggero II la ricostruì nel 1122. Dopo le numerose distruzioni e ricostruzioni Nicotera viene conquistata da Federico II. Grazie a quest'ultimo la città raggiunge il suo massimo splendore. Fu inoltre istituito un importante cantiere per la costruzione della flotta imperiale. Per potenziare il sistema economico Federico II fece giungere a Nicotera gli Ebrei, molto abili nel settore, per incrementare l'attività economica e finanziaria della città. Inoltre fece costruire un apposito quartiere dove far alloggiare gli Ebrei detto “Giudecca”. La città fu poi resa agli Angioini, ma ancora una volta i cittadini furono costretti ad abbandonare le loro abitazioni quando nel 1638 fu saccheggiata dai Turcheschi. Durante il quattordicesimo e il XV secolo sottostette al dominio dei Ruffo e dei Marzano. Nel 1496 passò alla famiglia di Gennaro che nel 1555 vi ebbe incardinato il titolo di Conte. Per successione nel 1585 ritornò in casa Ruffo fino alla distruzione della feudalità riconducibile al 1806. La cittadina fu nuovamente danneggiata dal terremoto del 1783. L'ordinamento amministrativo che i francesi disposero il 19 gennaio 1807 faceva di Nicotera una Sede di Governo. Il 4 maggio 1811 fu emanato un decreto che poneva Nicotera a capo di uno dei primi circondari comprendenti i villaggi di Caroniti, Preitoni, Comerconi, Badia, Joppolo, Coccorino, Mottafilocastro, Limbadi, Mandaradoni, Caroni, S. Nicola, Spilinga, Panaja, Carciadi e Rosarno. Un nuovo ordinamento dato dai Borboni il 1º maggio 1816 confermava Nicotera nella condizione precedente, ma attribuiva Spilinga e le sue frazioni al circondario di Tropea. Il centro di Nicotera era diviso in vari quartieri e comprendeva: Santa Chiara, Baglio e Porta Grande dove vivevano i borghesi, i cittadini più in vista occupavano invece la zona pianeggiante, mentre il quartiere S. Nicola ospitava i commercianti. Nella storia nicoterese spiccano nomi di storici, poeti e intellettuali, che hanno fatto la storia della cittadina rendendola famosa in tutto il mezzogiorno.
Il castello, costruito nel 1763 da E. Sintes per il Conte di Sinopoli Falcone Ruffo, sul luogo dell'antico edificio svevo-angioino, è costruzione esteriormente integra con tre torri quadrilatere angolari, porte e finestre in granito. Completamente ricostruita dal Sintes nel 1785 è la cattedrale di origine medievale oggi ulteriormente restaurata e dedicata a Santa Maria Assunta. All'interno sono conservati frammenti tombali del XV secolo, un altare con marmi policromi, una statua attribuita ad Antonello Gagini raffigurante la Madonna delle Grazie; un Crocifisso ligneo di scuola napoletana del cinquecento attribuito ad Angelo Laudano; una cattedra episcopale a intagli; preziosi arredi sacri tra i quali un balocco cinquecentesco e paramenti settecenteschi.
A pochi metri dalla chiesa vi è una torre campanaria quadrata. Nel vecchio centro della cittadina sono frequenti balconi a pancia e tulipani in ferro battuto, con mensole di granito, opere del Settecento.
Il centro ufologico nazionale italiano riporta i dati relativi all'avvistamento di un oggetto misterioso caduto al largo di Nicotera Marina il 17 novembre 1960, alle ore 9:45. Del caso si interessò la Marina militare con l'invio di due corvette sul luogo del presunto avvistamento e caduta dell'oggetto misterioso in mare. I servizi segreti del tempo si interessarono del caso, unitamente all'Agenzia Governativa degli Stati Uniti, furono sentiti i testimoni dell'accadimento.
Oggi Nicotera, che si regge prevalentemente sul turismo, sulla pesca e su piccole attività commerciali, vive un momento di forte crisi politico-istituzionale e di identità socio-culturale a cui si aggiunge una costante emigrazione che sta spopolando la cittadina.

### Scioglimento del Consiglio comunale
Nel 2005, 2010 e 2016 il civico consesso è stato sciolto con decreto del presidente della Repubblica per infiltrazioni mafiose (in base all'art. 143 del D. Lgs. n. 267/2000). Nicotera come il resto della Calabria soffre del problema 'ndrangheta: infatti, l'esistenza di alcune 'ndrine sul territorio comunale ha comportato anche l'inquinamento della Pubblica Amministrazione a tutto svantaggio del tessuto culturale-sociale-economico della cittadina. La permeabilità dell'ente locale alla 'ndrangheta è stata possibile grazie ai collegamenti diretti e indiretti di alcuni amministratori locali e alcuni dipendenti comunali con soggetti mafiosi, legami che hanno consentito a questi ultimi di esercitare il predominio in particolare sui settori degli appalti pubblici, delle autorizzazioni e delle concessioni.

### Simboli
Lo stemma di Nicotera è stato riconosciuto con Decreto del Presidente del Consiglio dei Ministri del 3 giugno 1986.
Il gonfalone è un drappo di colore azzurro, caricato dall'arma sopra descritta e riccamente, ornato di fregi d'argento.

## Monumenti e luoghi d'interesse

### Cattedrale
La cattedrale, di epoca barocca, comprende molte opere d'arte tra cui, nella navata destra un pregevole crocifisso e, a destra del presbiterio, nella cappella, la Madonna di Antonello Gagini. Dal piazzale si ha un'ampia veduta sul golfo e sulla pianura di Rosarno.

### Castello
Il castello è un'antica residenza gentilizia appartenuta ai Ruffo di Calabria, oggi di proprietà dei Murmura. La magione fu sede del Museo Archeologico e del Museo di mineralogia e petrografia fondati e diretti dal professore Achille Solano, con reperti di notevole importanza provenienti dalle vicine necropoli: principalmente da tombe, appartenenti al Paleolitico, al Neolitico, nonché bronzi, ceramiche e vasi di terracotta di età greca e romana.

### Chiesa di Gesù e Maria
Edificio barocco edificato - secondo la tradizione - nel 1638. Presenta palesi richiami all'architettura tardobarocca romana.

### Cava Romana
Area archeologica sita in località "Petti Agnone" a circa 60m s.l.m. presso lo scalo ferroviario di Nicotera. Dal I al IV secolo d.C. è stata adibita a cava per la lavorazione del granito ( Granito di Nicotera ) all'epoca a ridosso dell'Emporium, l'antico porto romano di Nicotera. Fu scoperta negli anni 1970 dal professore Achille Solano. Attualmente sono presenti diversi manufatti di granito incompiuti: 6 colonne di lunghezza non superiore ai sei metri, insieme a due vasche di forma circolare.

### Porta Palmentieri
Di origine normanna, era una delle porte cittadine e l'unica rimasta integra. Era utilizzata soprattutto dai pescatori, in quanto collegava Nicotera con la zona costiera.

## Società

### Evoluzione demografica
Abitanti censiti

### Etnie e minoranze straniere
Secondo i dati ISTAT al 31 dicembre 2023 i cittadini stranieri residenti erano 371 persone (6,3% della popolazione residente). Le nazionalità maggiormente rappresentate in base alla loro percentuale sul totale della popolazione residente erano:
- Romania 91 (1,54%)
- Nigeria 28 (0,47%)
- Gambia 24 (0,41%)
- Pakistan 20 (0,34%)
- Colombia 18 (0,30%)
- Ucraina 18 (0,30%)
- Polonia 18 (0,30%)

## Economia
L'economia si basa essenzialmente sulle attività turistiche, dal 2015 il comune si aggiudica la bandiera verde, riconoscimento assegnato da un campione di pediatri che abitano in zone di mare, per le spiagge a misura di bambino.

## Prodotti gastronomici di Nicotera
- Formaggio Pecorino del Monte Poro (DOP)

## Amministrazione
| Periodo          | Periodo          | Primo cittadino      | Partito                       | Carica  | Note |
| ---------------- | ---------------- | -------------------- | ----------------------------- | ------- | ---- |
| 12 giugno 1994   | 24 maggio 1998   | Princivalle Adilardi | Alleanza Nazionale            | sindaco |      |
| 24 maggio 1998   | 13 maggio 2001   | Domenico Pontoriero  | lista civica di centro-destra | sindaco |      |
| 13 maggio 2001   | 2 settembre 2005 | Princivalle Adilardi | lista civica di centro-destra | sindaco |      |
| 2 settembre 2005 | 14 aprile 2008   | Princivalle Adilardi | lista civica di centro destra | Sindaco |      |
| 13 agosto 2010   | 29 ottobre 2012  | Salvatore Reggio     | lista civica                  | Sindaco |      |
| 29 ottobre 2012  | 25 novembre 2016 | Francesco Pagano     | lista civica                  | sindaco |      |
| 25 novembre 2016 | 26 maggio 2019   | Francesco Pagano     | lista civica                  | sindaco |      |
| 26 maggio 2019   | in carica        | Giuseppe Marasco     | lista civica                  | sindaco |      |

A ottobre 2005, ad agosto 2010 e a novembre 2016 il Consiglio dei Ministri ha deliberato lo scioglimento del consiglio comunale per infiltrazioni mafiose e nominato una commissione straordinaria, rimasta in carica, in ciascuna occasione, per oltre due anni.

## Sport
- Nel 1986 vi si è conclusa la 4ª tappa Villa San Giovanni - Nicotera di km 115 del Giro d'Italia con vittoria di Gianbattista Baronchelli.
- La principale squadra di calcio della città è S.S.D. Nicotera che milita nella 1ª Categoria calabrese.
- Il Volley Club Nicotera milita in serie D.